# Jean-Louis Vissière
Pour les articles homonymes, voir Vissière.
Jean-Louis Vissière est un chercheur et romancier français né le 2 avril 1935 à Marseille où il est mort le 23 octobre 2024,.

## Biographie
Né dans le quartier Longchamp à Marseille, il suit ses études au lycée Saint-Charles, puis au lycée Thiers (hypokhâgne et khâgne) et enfin au lycée Louis-le-Grand (khâgne). Il obtient l'agrégation de lettres classiques à l'École normale supérieure de la rue d'Ulm, promotion Lettres 1956.
Sa carrière d'enseignant commence comme professeur au lycée de Sèvres, puis au lycée Marcel-Pagnol.
Spécialiste de la littérature du XVIIIe siècle, Jean-Louis Vissière est coauteur avec son épouse, Isabelle Vissière, de plusieurs ouvrages. Il a été maître de conférences de littérature française à l'université de Provence. il est retraité depuis 2000.
Avec Petits crimes en soutane, il a entamé aux éditions du Masque une série de romans policiers historiques.

## Œuvres

### Romans
Parus aux éditions du Masque, coll. « Labyrinthes »
- Petits crimes en soutane, no 134, 2005
- Petits crimes en Carmagnole, no 146, 2006
- Je vais tuer Napoléon !, no 162, 2007
- Petits crimes sous le Second Empire, no 173, 2009
- Petits crimes sous Louis-Philippe, no 185, 2010

### Autres ouvrages
- Cher Voltaire : La correspondance de Madame du Deffand avec Voltaire, co-écrit avec Isabelle Vissière , Editions des Femmes (2007)  (ISBN 2721005693)
- Théâtre de la foire[5] d'Alain-René Lesage d'Orneval. Édition présentée, établie et annotée par Isabelle et Jean-Louis Vissière, Les Editions Desjonquères (2000)   (ISBN 2843210275)
- Lettres édifiantes et curieuses des Jésuites de l'Inde au XVIIIe siècle, par Isabelle et Jean-Louis Vissière, Publications de l'Université de Saint-Etienne, 2000
- Lettres édifiantes et curieuses des jésuites de Chine 1702-1776, Ed Desjonquères (2002)[6]
- Lettres édifiantes et curieuses des jésuites du Levant, Ed Desjonquères (2004)[7]
- La Société française du XVIIIe siècle dans "Les Lettres juives" du Marquis d'Argens[8], anthologie présentée par Isabelle et Jean-Louis Vissière, Publications de l'Université de Provence (1990)  (ISBN 2-85399-229-2)
- La Secte des empoisonneurs : polémiques autour de l'"Encyclopédie" de Diderot et d'Alembert[9], textes réunis et présentés par Jean-Louis Vissière, Publications de l'Université de Provence (1993)  (ISBN 2-85399-318-3)[10]
- « Du donjuanisme au féminisme : le paradoxe du chevalier de Faublas », Les Femmes et la Révolution française, II: L’Individu et le social, apparitions et représentations, éd. Marie-France Brive, Toulouse : PU du Mirail, 1990

La correspondance d'Isabelle de Charrière
- Une liaison dangereuse : correspondance avec Constant d'Hermenches, 1760-1776 d'Isabelle de Charrière, Isabelle Vissière, Jean-Louis Vissière. Éditions de La Différence (1994)  (ISBN 2729107169)
- Écrits 1788-1794 : une aristocrate révolutionnaire / Isabelle de Charrière, textes réunis, présentés et commentés par Isabelle Vissière, index et notes de Jean-Louis Vissière, Editions des Femmes (1988)  (ISBN 2-7210-0362-3)